# Steve Reinke
Steve Reinke (ur. 3 kwietnia 1949 w Ipswich) – australijski żużlowiec.

## Życiorys
W 1974 r. zdobył w Brisbane złoty medal indywidualnych mistrzostw Australii. W 1974 i 1975 r. startował w lidze brytyjskiej w barwach klubu Exeter Falcons, w 1974 r. zdobywając złoty medal drużynowych mistrzostw Wielkiej Brytanii.
Pomiędzy 1970 a 1979 r. dwukrotnie zwyciężył w mistrzostwach stanu Queensland.